# Olegs Tillbergs
Oļegs Tillbergs, född 8 februari 1956 i Saulkrasti, Lettiska SSR, Sovjetunionen, är en lettisk installationskonstnär.
Han utbildade sig i inredningsdesign på Lettlands konstakademi i  Riga 1981–1986. Han är sedan slutet av 1980-talet känd för installationer i stor skala.
Oļegs Tillbergs deltog i Biennalen i São Paulo 1994 och fick samma år Ars Fennica-priset för utställningen Conjunction, som bland annat inrymde installationen Flood, som bestod av hundratals rostiga hinkar som Tillbergs samlat ihop från koloniträdgårdar i Riga. Han är representerad på Lettlands nationella konstmuseum.